# Naske Air
Naske Air (auch bekannt als Braunschweig Flug) war eine deutsche Fluggesellschaft mit Sitz in Braunschweig. Sie führte einige Charter- und Taxiflüge zum Flughafen Berlin-Tempelhof durch.

## Flotte
Die Flotte von Naske Air bestand zuletzt aus:
- 1 Swearingen SA.226AT Merlin IVA (D-ICFB)
- 1 Swearingen SA.226T Merlin IIIA (D-INWK), wurde zu (N9NZ) umgeschrieben und steht bisher am Phoenix Deer Valley Airport.
- 1 Dassault Falcon 20C (D-CBNA), wurde am 4. August 2001 ausgemustert.

## Zwischenfälle
Nachdem D-CBNA ausgemustert worden war, sollte das Flugzeug zum Flughafen Bournemouth (Hurn) überführt werden. Während eines letzten Charterflugs nach Louisville (Kentucky) sollte die Maschine in Narsarsuaq auf Grönland zwischenlanden. Die Piloten waren jedoch stark übermüdet. Beim Versuch eines visuellen Anfluges auf die Piste 07 stürzte das Flugzeug in hohes Gelände zur linken der Landebahn. Ein Passagier und die Piloten, darunter der Eigner der Fluggesellschaft Ortwin R. Naske, starben. Naske Air stellte infolgedessen den Flugbetrieb ein.